# NGC 2195
NGC 2195 في الفهرس العام الجديد، هي مجرة، تقع في كوكبة الجبار. اكتشفت في 1886 .

## روابط خارجية
- NGC 2195 على موقع ويكي سكاي: DSS2, SDSS, GALEX, IRAS, Hydrogen α, X-Ray, Astrophoto, Sky Map, Articles and images